# Museo Imperial (Petrópolis)
El Museo Imperial, popularmente conocido como Palacio Imperial, es un museo histórico ubicado en el centro histórico de la ciudad de Petrópolis en el Estado de Río de Janeiro, Brasil. Corresponde al antiguo Palacio de Verano del emperador Pedro II. Fue construido en 1845.

## Historia
Los orígenes del Palacio se remontan al tránsito del emperador Pedro I por la región de Río de Janeiro por el camino de Minas Gerais. Alojado en la hacienda del padre Correia, quedó encantado con el paisaje y el clima templado, hizo una oferta para comprarla. Ante la negativa del dueño, el  emperador adquirió otro lote de tierra, la hacienda de Córrego Seco, donde pretendía edificar un palacio de verano, proyecto que no se materializó. 
Heredada, esta hacienda, por su hijo Pedro II de Brasil, quien retomó la idea paterna y construyó un palacete neoclásico entre 1845 y 1862, obra que fue incorporada a un gran proyecto urbano que incluyó la construcción de toda una ciudad, Petrópolis, en su entorno; y propició para ello, la colonización de toda el área que hasta entonces había estado deshabitada.
Con el advenimiento de la República, la propiedad, arrendada por la princesa Isabel, fue ocupada por el Colegio Notre Dame de Sion, dando paso posteriormente a la Escuela San Vicente de Paula. Uno de los estudiantes de la escuela, Alcindo de Azevedo Sodré, quien mostraba gran interés por la Historia, planteó la idea de transformar el palacio en un museo. Este proyecto fue realizado gracias a un decreto del 16 de marzo de 1943 promulgado por Getúlio Vargas, con el cual creó el Museo Imperial y nombró ante el mismo a Alcindo Sodré como su primer director.
Gran parte de la decoración interior aún se conserva, como los pisos de piedra, los estucos, candelabros y mobiliarios, y se han reconstruido los ambientes originales de cuando el palacio estaba habitado. La institución es el museo más visitado en el país.